# Edge of the Earth
Singles de Thirty Seconds to Mars
Capricorn (A Brand New Name)
(2002) Attack
(2005)
Pistes de 30 Seconds to Mars
Capricorn (A Brand New Name) Fallen
Edge of the Earth est une chanson rock de Thirty Seconds to Mars. Edge of the Earth est le second single du groupe, extrait de l'album 30 Seconds to Mars. Il est sorti en 2002. Ce titre est présent dans le jeu Need for Speed: Hot Pursuit.
Il sera également l'une des musiques officielles de WrestleMania XXVIII, pay-per-view organisé par la WWE.

## Liste des titres
- Promo

1. Edge of the Earth (Radio Edit) - 4:36
2. Edge of the Earth - 4:37 (album version)